# Ludwig Rieder
Ludwig Rieder né le 19 juin 1991 à Bressanone est un lugeur italien.

## Carrière
Associé depuis ses débuts avec Patrick Rastner, il entre dans le circuit de la Coupe du monde en 2010-2011, compétition dans laquelle il obtient son premier podium en novembre 2013 à Winterberg. Il participe encuite aux Jeux olympiques de 2014 à Sotchi, se classant septième en double.

## Palmarès

### Jeux olympiques
- Sotchi 2014 : 7e en double

### Championnats du monde
- Meilleur résultat : 5e en 2011 à Cesana.

### Coupe du monde
- Meilleur classement général: 5e en 2014.
- 1 podium en double.